# Одноразова вічність (мультфільм)
«Одноразова вічність» — український анімаційний фільм 2002 року студії Укранімафільм, автор сценарію та режисер — Михайло Іллєнко.

## Сюжет
Збірник короткометражних історій, заснованих на життєвих ситуаціях, що розкривають характерні для деяких людей риси за допомогою гумору:
- «Бумеранг» (українська народна дума),
- «Крапля» (австралійська народна дума),
- «Жебрак» (гонолульська народна дума),
- «Північний полюс» (чукотська народна дума),
- «Південний полюс» (міжнародна народна дума),
- «Гроза» (бермудська народна дума),
- «Козак Мамай» (турецький народний кошмар XVII сторіччя),
- «Лицарська народна дума»,
- «Бедуїнська народна дума», Деякі з персонажів методично намагаються добитися іншого результату, при цьому здійснюючи раз за разом однакові дії. Що цікаво, комусь це навіть вдається. Доповненням служать нетипові повороти сюжетних ліній і яскравість образів.

## Над фільмом працювали
- Автор сценарію та режисер: Михайло Іллєнко;
- Художник-постановник: Роман Адамович;
- Композитор: Володимир Губа;
- Кінооператор: Анатолій Гаврилов;
- Звукооператор: В'ячеслав Ященко;
- Аніматори: Наталя Марченкова, Олександра Ільменська, Євгенія Ільменська, Людмила Вознюк, Олег Цуріков, Юлія Іванова, Михайло Іллєнко, Роман Адамович;
- Художники: Олена Короткевич, К. Калініна;
- Асистенти: Ада Лапчинська, Віра Боженок;
- Монтаж: Лідія Мокроусова;
- Редактор: Світлана Куценко (у титрах не вказана);
- Директор знімальної групи: В'ячеслав Кілінський.

### Ролі озвучили:
- Юрій Коваленко,
- Галина Стефанова.